# Братське (Дніпровський район)
Бра́тське — село в Україні, у Новоолександрівській сільській територіальній громаді Дніпровського району Дніпропетровської області. Населення за переписом 2001 року становило 263 особи.

## Опис
Село розкинулося на обох берегах річки Мокра Сура. Село є південним передмістям міста Дніпра і входить до складу Дніпровської агломерації. Межує на сході з селами Кам'янка і Ракшівка, на заході — з селом Новоолександрівка.
Положене над річкою Мокра Сура.
У селі з півночі на південь проходить 6-ти полосна траса Дніпро—Запоріжжя. Село було південною «брамою» міста Дніпра за часів президентства Леоніда Кучми, де кожний мав зупинитися біля шлагбауму ДАІ.

## Населення

### Мова
Розподіл населення за рідною мовою за даними перепису 2001 року:
| Мова       | Кількість | Відсоток |
| ---------- | --------- | -------- |
| українська | 229       | 87.07%   |
| російська  | 32        | 12.17%   |
| білоруська | 2         | 0.76%    |
| Усього     | 263       | 100%     |

## Сьогодення
1989 року за переписом тут проживало приблизно 220 осіб, в 2001 р. — 263. Населення зростає, що відрізняє село від інших сіл регіону.
У селі наявні дачні селища.